# کریستا کمبل
کریستا کمبل (انگلیسی: Christa Campbell؛ زادهٔ ۷ دسامبر ۱۹۷۲) یک هنرپیشه و تهیه‌کننده اهل ایالات متحده آمریکا است. وی از سال ۱۹۹۴ میلادی تاکنون مشغول فعالیت بوده‌است.
از فیلم‌ها یا برنامه‌های تلویزیونی که وی در آن نقش داشته است می‌توان به مرد حصیری، مکانیک، رانندگی جنون، عروسی بزرگ، شاگرد اول، روز مردگان: تبار، اسلحه و آیسمن اشاره کرد.